# SM U-31 (1914)
SM U-31 – niemiecki okręt podwodny typu U-31 zbudowany w Friedrich Krupp Germaniawerft w Kilonii w latach 1912-1914. Wodowany 7 stycznia 1914 roku, wszedł do służby w Cesarskiej Marynarce Wojennej 18 września 1914 roku. Służbę rozpoczął w IV Flotylli pod dowództwem Siegfrieda Wachendorffa. 
13 stycznia 1915 roku U-31 wyszedł z Wilhelmshaven na patrol na Morze Północne. Z patrolu nigdy nie powrócił. Zaginął gdzieś na Morzu Północnym, uznano, że wpadł na minę i zatonął.